# Tự Lạn
Tự Lạn là một phường thuộc tỉnh Bắc Ninh, Việt Nam.

## Địa lý
Phường Tự Lạn có vị trí địa lý:
- Phía đông giáp phường Việt Yên
- Phía tây giáp xã Hiệp Hòa
- Phía nam giáp phường Vân Hà
- Phía bắc giáp xã Ngọc Thiện.

Phường Tự Lạn có diện tích 39,89 km², dân số 45.470 người, mật độ dân số đạt 1.139 người/km².

## Hành chính
Phường Tự Lạn được chia thành 5 tổ dân phố: Đầu, Cầu, Nguộn, Rãnh, Râm.

## Lịch sử
Địa bàn phường Tự Lạn ngày nay trước đây vốn là xã Tự Lan thuộc huyện Việt Yên.
Thời Hùng Vương – An Dương Vương, vùng đất Tự Lạn thuộc bộ Vũ Ninh của nhà nước Văn Lang – Âu Lạc.
Thời nhà Trần, Tự Lạn thuộc huyện Yên 
Dũng, trấn Kinh Bắc.
Thời nhà Lê – nhà Nguyễn, xã Tự Lạn thuộc tổng Tự Lạn, huyện Yên Dũng, phủ Lạng Giang trấn Kinh Bắc.
Thực dân Pháp điều chỉnh địa giới hành chính chính, cắt xã Tự Lạn từ huyện Yên Dũng về huyện Việt Yên thuộc phủ Lạng Giang quản lý.
Trước Cách mạng Tháng Tám năm 1945, xã Tự Lạn có 4 thôn thuộc tổng Tự Lạn, huyện Việt Yên.
Sau Cách mạng tháng Tám năm 1945, xã Tự Lạn thuộc huyện Việt Yên gồm 4 thôn: Tự Thượng, Hương Linh, Lâm Thịnh, Lâm Nội.
Ngày 2 tháng 5 năm 1949, Ủy ban kháng chiến hành chính Liên khu I ra Quyết định số 223/QĐ-UB/4 về việc sáp nhập hai xã Tự Lạn và Thiện Mỹ thành xã Lan Đình.
Năm 1954, xã Lan Đình chia thành hai xã: xã Tân Tiến (xã Tự Lạn cũ) và xã Thượng Lan (xã Thiện Mỹ cũ). Xã Tân Tiến gồm 7 thôn: Râm, Nguộn, Đầu, Cầu, Rãnh, Hạ, Bói và một nửa xóm Thượng.
Năm 1963, sáp nhập hai thôn Hạ, Bói thuộc xã Tự Lạn vào xã Thượng Lan.
Năm 1968, đổi tên xã Tân Tiến thành xã Tự Lạn.
Trước năm 2019, xã Tự Lạn gồm 14 thôn: Đầu, Rãnh, Cầu, Trước, Đông, Quế Võ, Nội Duệ, Xuân Tiến, Đồng Niên, Xuân Lâm, Nguộn, Tân Lập, Râm, Lửa Hồng.
Ngày 11 tháng 7 năm 2019, HĐND tỉnh Bắc Giang ban hành Nghị quyết số 19/NQ-HĐND về việc:
- Sáp nhập 4 thôn: Đông, Nội Duệ, Quế Võ, Trước vào thôn Cầu.
- Sáp nhập 2 thôn: Đồng Niên, Lửa Hồng vào thôn Râm.
- Sáp nhập 3 thôn: Tân Lập, Xuân Lâm, Xuân Tiến vào thôn Nguộn.

Ngày 13 tháng 12 năm 2023, Ủy ban Thường vụ Quốc hội ban hành Nghị quyết số 938/NQ-UBTVQH15 về việc thành lập thị xã Việt Yên (nghị quyết có hiệu lực từ ngày 1 tháng 2 năm 2024). Theo đó, thành lập phường Tự Lạn trên cơ sở toàn bộ 9,17 km² diện tích tự nhiên và dân số 9.241 người của xã Tự Lạn.
Ngày 16 tháng 6 năm 2025, Ủy ban Thường vụ Quốc hội ban hành Nghị quyết số 1658/NQ-UBTVQH15 của UBTVQH về việc sắp xếp các đơn vị hành chính cấp xã của tỉnh Bắc Ninh năm 2025. Theo đó, sắp xếp toàn bộ diện tích tự nhiên, quy mô dân số của phường Tự Lạn và các xã Việt Tiến, Thượng Lan, Hương Mai thành phường mới có tên gọi là phường Tự Lạn.